# Erlenbach (Nidda)
Der Erlenbach ist ein Mittelgebirgsbach im Bundesland Hessen, Deutschland. Er entspringt im Taunus und mündet in die Nidda. Von der Quelle bis Nieder-Erlenbach ist er seit 2004 als FFH-Gebiet ausgewiesen.

## Geographie

### Verlauf
Die Hauptquelle des Erlenbachs liegt in der Nähe des Großen Feldbergs nordöstlich des Sandplackens, nicht weit unterhalb des Taunuskamms. Dort tritt der Erlenbach in einem mehrere Meter großen Tümpel hervor. Schon kurz nach der Quelle führt er relativ viel Wasser. Nach einer steilen Fließstrecke wird der Erlenbach im Stahlnhainer Grund nahe Neu-Anspach von vielen kleinen Bächen gespeist. In einem Bogen erreicht er Wehrheim. Dort mündet der Bizzenbach. Hinter Wehrheim auf Höhe der Lochmühle hat der Bach den Taunusquarzitkamm als Köpperner Tal durchbrochen. Hier führt der Bach dauerhaft so viel Wasser, dass sich historisch sieben Mühlen auf Wehrheimer Gebiet angesiedelt hatten. Neben der Lochmühle war die bekannteste die Sandelmühle des Klosters Thron.
Nach dem Köpperner Tal kommt der Erlenbach in Friedrichsdorf an. Nach dem Ortsteil Köppern folgt der Spießwald, kurz danach Burgholzhausen. Hier wird Wasser für einen Fischteich abgezweigt. Die meisten Fischarten kommen in diesem Bereich vor. Die Niederweid, eine Feuchtwiese, liegt unterhalb Burgholzhausens. Sie wird vor allem durch den Mühlgraben gewässert, der etwas flussabwärts nach einer Mühle wieder in den Erlenbach mündet. Auf der Gemarkung der nächsten Stadt, Bad Homburg vor der Höhe, erreicht der Erlenbach den Lohwald, wo der Seulbach mündet. Weiter durch den Bad Homburger Stadtteil Ober-Erlenbach folgt die erste und einzige Kläranlage am Bach. Davor befindet sich auch ein Pegel, dessen Werte im Internet (→ Weblinks) abgerufen werden können. Nun erreicht er bei Nieder-Erlenbach die Frankfurter Gemarkung, um nicht viel später im Gebiet von Bad Vilbel bei Massenheim in die Nidda zu münden.

### Zuflüsse
Die größten Nebenflüsse des Erlenbachs sind der Seulbach bei Friedrichsdorf oder der Bizzenbach bei Wehrheim. Im Taunus und dem Köpperner Tal münden viele kleinere, meist trockene Bäche. Sie können bei Regen hohe Wassermengen führen und tragen so zu hohen Pegelspitzen bei.
Zu den Zuflüssen des Erlenbaches gehören (flussabwärts betrachtet, Kilometerangaben von Mündung zur Quelle):
| Name                        | GKZ       | Lage   | Stat. in km | Länge in km | Mündungshöhe in m ü. NHN | Mündung                    |
| --------------------------- | --------- | ------ | ----------- | ----------- | ------------------------ | -------------------------- |
| Sommerbach                  | 2488-1196 | rechts | 25,8        | 2,0         | 350                      | Neu-Anspach                |
| Mühlbach (Obernhainer Bach) | 2488-1918 | rechts | 22,2        | 2,0         | 310                      | Wehrheim-Obernhain         |
| Bizzenbach                  | 2488-2    | links  | 21,6        | 4,0         | 298                      | Wehrheim                   |
| Farnbach                    | 2488-394  | links  | 15,6        | 2,3         | 223                      | Friedrichsdorf-Köppern     |
| Seulbach                    | 2488-6    | rechts | 8,9         | 4,7         | 145                      | Bad Homburg-Ober-Erlenbach |

1. ↑  Gewässerkennzahl, in Deutschland die amtliche Fließgewässerkennziffer mit zur besseren Lesbarkeit eingefügtem Trenner hinter dem Präfix, das einheitlich für den allen gemeinsamen Vorfluter Erlenbach steht.

### Flusssystem Nidda
- Fließgewässer im Flusssystem Nidda

## Natur und Umwelt

### Gewässergüte
Der Erlenbach hat größtenteils die Güteklasse I-II (gering belastet). An der Quelle ist das Wasser mit der Stufe I (unbelastet) noch sehr sauber. Die Landwirtschaft bei Neu-Anspach wirkt sich negativ aus; die Güteklasse beträgt nur noch II (mäßig belastet). Ab dem Köpperner Tal gewinnt der Erlenbach jedoch seine Selbstreinigungskraft zurück und hat wieder die Güteklasse I-II. Das hält sich bis zur Kläranlage, hinter der er dank der effektiven Reinigung nur auf Stufe II fällt.
Der pH-Wert des Erlenbachs ist neutral bis leicht sauer, die Gesamthärte bewegt sich im sehr weichen Bereich (z. B. im Sommer < 3°d an der Quelle, < 6°d bei Burgholzhausen).

### Ökologisches
Im Gegensatz zu vielen anderen hessischen Flüssen und Bächen ist die Gewässerstruktur des Erlenbachs im Durchschnitt befriedigend. Stauwehre, besonders die einst zur Ableitung mehrerer Mühlgräben zwischen Wehrheim und Ober-Erlenbach gebauten, sind heute sehr selten. Auf Friedrichsdorfer Gebiet wurden die letzten Wehre in den Jahren 2005 und 2012 entfernt. Verbleibende Hindernisse sind das Tosbecken hinter dem Pegel bei Ober-Erlenbach sowie die Staus im Freizeitpark Lochmühle. Die ehemals betonierte Unterquerung der A5 wurde im Zuge der Bauarbeiten der Friedrichsdorfer Entlastungsstraße, die der Erlenbach ebenfalls unterquert, mit Taunusquarzitsteinen renaturiert und eine Messstelle im Köpperner Tal 2008 entfernt.
Im Bereich der Gemarkung Friedrichsdorf übernahm in den 1980er-Jahren der lokale Ortsverband des Bundes für Umwelt und Naturschutz Deutschland eine Bachpatenschaft für einen etwa zehn Kilometer langen Abschnitt des Erlenbachs. Die von den Bachpaten übernommenen Aufgaben bestehen in der Reinigung des Gewässers von Abfällen aller Art sowie in der Beobachtung der Gewässergüte anhand von Bioindikatoren. Weitere ihrer Tätigkeiten sind die Sicherung und Pflege der Ufergehölzzonen – in Vegetationslücken am Bachufer werden junge Schwarz-Erlen (Alnus glutinosa) gepflanzt und der Bestand an Kopfweiden (Salix) gepflegt – sowie die Erarbeitung von Renaturierungs-Maßnahmen in Kooperation mit fachlichen Dienststellen der Kommunalverwaltung.
Der ökologisch bedeutsame Mühlgraben hinter Burgholzhausen, der dort an einem Wehr abgeleitet wurde, wird seit dem Abriss des Wehrs durch eine leistungsstarke elektrische Pumpe versorgt, die gemäß der FFH-Richtlinie nur bei Wasserständen höher als 15 cm läuft. Er verläuft oberhalb des etwa 2 ha großen Feuchtwiesengebiets Niederweid, zu dessen Vernässung er durch Versickerung beiträgt. Der obere Mühlgraben in Köppern musste 2004 trockengelegt werden, da er im Zuge des Abbruchs eines Fabrikgebäudes am Ende seines Verlaufs zugeschüttet wurde. Das Wehr mit geschlossenem Schütz blieb bis 2012 erhalten, wurde dann abgerissen und wie die ehemaligen Wehre am Ostrand Köpperns oder hinter Burgholzhausen durch eine raue Rampe ersetzt. Dieser Mühlgraben überbrückt auch mit dem Farnbach einen Zulauf des Erlenbachs. Eine Bürgerinitiative erhält den Graben als Bodendenkmal und versuchte seit der Trockenlegung, den Graben wieder bewässern zu lassen, was im oberen Teil bis zum Farnbach durch einen Vertrag zwischen der Stadt und dem Verein wieder geschah. Auch hier wird an der Ableitung sichergestellt, dass Wasser nur bei hinreichendem Wasserstand dem Mühlgraben zulaufen kann. Zumeist versickert das Wasser vor dem Farnbach, für Starkregen- und Hochwasserereignisse wurde das Aquädukt über den Farnbach seitlich durchbrochen und mit einer Quermauer versehen. Die Mitglieder reinigen periodisch Graben und Umgebung und Bewuchs. Ein weiterer Mühlgraben, der sich von der Teichmühle in Köppern bis zur Talmühle in Burgholzhausen zieht und der im Siedlungsbereich von Burgholzhausen verrohrt ist, führt schon länger kein Wasser mehr, dennoch wurde über ihn 2006 eine Brücke für die Entlastungsstraße gebaut. Weitere Mühlgräben im Köpperner Tal an der Walkmühle sowie zwischen Buchenwiese und Hüttenmühle (dem heutigen Waldkrankenhaus Köppern) sind nur noch zu erahnen, die Wehre wurden ebenfalls entfernt und der Bachbereich renaturiert.
Eine der natürlichsten Stellen des Erlenbaches ist der Lohwald an der nördlichen Grenze Bad Homburgs. Hier hat der Erlenbach teilweise eine Gewässerstrukturgüte der Stufe II. Die Quelle und ein Wald bei Nieder-Erlenbach weisen ebenfalls naturnahe Stellen auf.
Der Mündungsbereich des Erlenbachs wurde 1995 komplett renaturiert. Dabei wurde der Bach aus dem künstlichen Teil zurück in das ursprüngliche Bachbett gelegt. Der Niddaweg wurde um den Bereich herumgeführt.

### Lebewesen
Der Erlenbach wird in den kälteren Bereichen (bis Burgholzhausen) von zahlreichen Kleinlebewesen wie zum Beispiel der Köcher-, Eintags- und Steinfliegenlarve bevölkert. Im Bach kommen vor
- Bachforellen
- Elritzen
- Haseln[9]
- Bachschmerlen
- Groppen
- Döbel
- Stichlinge
- Aale[9]
- Gründlinge und
- Signalkrebse

Die einheimischen Edelkrebse sind nur selten zu finden. Im Jahr 2009 wurden erstmals Meerforellen ausgesetzt, von denen ein 80 cm großes Exemplar im Frühling 2015 zufällig wieder in der Nidda gefunden wurde. Ab dem Lohwald steigt flussabwärts das Döbel-Vorkommen, die kälteliebenden Arten wie Groppe oder Bachforelle sind hier nicht mehr zu finden.
Außerhalb des Wassers leben viele Kleinsäuger, zum Beispiel die Bisamratte. Auch der Eisvogel kommt hier vor.
Im 18. Jahrhundert galt der Erlenbach als forellenreichstes Gewässer des Vordertaunus.

### Bachreinigung
Einmal im Jahr treffen sich in Köppern Privatpersonen zur Bachreinigung, bei der der Bach von Unrat und teilweise auch Neophyten, wie dem Indischen Springkraut, das im Vergleich zu anderen Gewässern der Region nicht so häufig vorkommt, oder dem Japanischen Knöterich, befreit werden. Letzterer ist sehr häufig anzutreffen, vor allem im Spießwald.
Außerdem kümmert sich der Angelverein Erlenbach um die Bestände im Bach und einen Weiher bei Burgholzhausen, der auch vom Bach aus gespeist wird.

## Brücken
Eine Vielzahl von Brücken führen über den Erlenbach. Einige davon bestehen schon lange und haben den Status eines Kulturdenkmals.
| Denkmalgeschützte Erlenbach-Brücken | Denkmalgeschützte Erlenbach-Brücken                                            | Denkmalgeschützte Erlenbach-Brücken |
| Bild                                | Ort, Lage                                                                      | Anmerkung |
| ----------------------------------- | ------------------------------------------------------------------------------ | --- |
|                                     | Köppern Köpperner Straße ⊙                                                     | Älteste Brücke über den Erlenbach in Köppern, erbaut 1826 mit dem Chausseebau von Friedrichsdorf. Ersetzt eine Furt in der Nähe des heutigen Rewe-Markts (Bachstraße). |
|                                     | Burgholzhausen vor der Höhe Außerhalb der Ortslage, nahe Talmühle/Wehrwiesen ⊙ | Eisenbahnbrücke von 1897 bei Kilometer 26,62. Später auf der Nordseite erweitert.                                                                                      |
|                                     | Ober-Erlenbach Ober-Erlenbacher Straße ⊙                                       | 1866 in Buntsandstein erbaute, 1880 durch zweifache Wölbung verstärkte Brücke.                                                                                         |

## Radwege
Bis zum Jahr 2002 wurde der Erlenbach-Radweg ausgebaut, der dadurch das Radfahren oder Wandern von der Quelle bis zur Mündung erlaubt. 2006 wurde ein letzter Problempunkt an der Autobahnunterführung bei Friedrichsdorf im Zuge des Baus der Entlastungsstraße entschärft. Eine Rampe ersetzt nun Treppen, außerdem wurde ein Wegteil befestigt.